# CHL Scholastic Player of the Year
A CHL Scholastic Player of the Year egy trófea, melyet azon fiatal Canadian Hockey League-es játékosnak ítélnek oda a szezon végén, aki a jégpályán és az iskolában is remekül teljesített.

## A díjazottak
| Év        | Játékos                 | Csapat                       | Liga                  |
| --------- | ----------------------- | ---------------------------- | --------------------- |
| 2016–2017 | Sasha Chmelevski        | Ottawa 67’s                  | OHL                   |
| 2015–2016 | Alexis D’Aoust          | Shawinigan Cataractes        | QMJHL                 |
| 2014–2015 | Connor McDavid          | Erie Otters                  | OHL                   |
| 2013–2014 | Connor McDavid          | Erie Otters                  | OHL                   |
| 2012–2013 | Josh Morrissey          | Prince Albert Raiders        | WHL                   |
| 2011–2012 | Jonathan Brunelle       | Cape Breton Screaming Eagles | QMJHL                 |
| 2010–2011 | Dougie Hamilton         | Niagara IceDogs              | QMJHL                 |
| 2009–2010 | Dominic Jalbert         | Chicoutimi Saguenéens        | QMJHL                 |
| 2008–2009 | Stefan Elliot           | Saskatoon Blades             | WHL                   |
| 2007–2008 | Robert Slaney           | Cape Breton Screaming Eagles | QMJHL                 |
| 2006–2007 | Alexandre Picard-Hooper | Baie-Comeau Drakkar          | QMJHL                 |
| 2005–2006 | Pierre-Marc Guilbault   | Shawinigan Cataractes        | QMJHL                 |
| 2004–2005 | Gilbert Brulé           | Vancouver Giants             | WHL                   |
| 2003–2004 | Devan Dubnyk            | Kamloops Blazers             | WHL                   |
| 2002–2003 | Dustin Brown            | Guelph Storm                 | OHL                   |
| 2001–2002 | Nem került kiosztásra   | Nem került kiosztásra        | Nem került kiosztásra |
| 2000–2001 | Dan Hulak               | Portland Winter Hawks        | WHL                   |
| 1999–2000 | Brad Boyes              | Erie Otters                  | OHL                   |
| 1998–1999 | Rob Zepp                | Plymouth Whalers             | OHL                   |
| 1997–1998 | Kyle Rossiter           | Spokane Chiefs               | WHL                   |
| 1996–1997 | Stefan Cherneski        | Brandon Wheat Kings          | WHL                   |
| 1995–1996 | Boyd Devereaux          | Kitchener Rangers            | OHL                   |
| 1994–1995 | Perry Johnson           | Regina Pats                  | WHL                   |
| 1993–1994 | Patrick Boileau         | Laval Titan Collège Français | QMJHL                 |
| 1992–1993 | David Trofimenkoff      | Lethbridge Hurricanes        | WHL                   |
| 1991–1992 | Nathan LaFayette        | Cornwall Royals              | OHL                   |
| 1990–1991 | Scott Niedermayer       | Kamloops Blazers             | WHL                   |
| 1989–1990 | Jeff Nelson             | Prince Albert Raiders        | WHL                   |
| 1988–1989 | Jeff Nelson             | Prince Albert Raiders        | WHL                   |
| 1987–1988 | Darrin Shannon          | Windsor Spitfires            | OHL                   |